# Ruch na rzecz Niepodległości Martyniki

Ruch na rzecz Niepodległości Martyniki (kreol. Mouvman Endépandantis Matinitjé, fr. Mouvement indépendantiste martiniquais, MIM) – partia działająca na rzecz "dekolonizacji i niepodległości Martyniki" utworzona 1 lipca 1978 na bazie działającego od 1973 roku ruchu La Parole au Peuple. Założycielem i liderem partii jest Alfred Marie-Jeanne.
Od wyborów regionalnych we Francji w 2004 roku Ruch na Rzecz Niepodległości Martyniki ma większość w zgromadzeniu regionalnym. Partia ma również jednego deputowanego we francuskim Zgromadzeniu Narodowym XIII kadencji. Należy on do klubu Gauche démocrate et républicaine tworzonego głównie przez Zielonych i komunistów.
Partia wydaje dziennik "La Parole au Peuple".